# Cosmorama
Para la ilusión óptica, ver Cosmorama (pintura)
Cosmorama es un municipio brasilero del estado de São Paulo. Se localiza a una latitud 20º28'40" sur y a una longitud 49º46'40" oeste, estando a una altitud de 540 metros. La ciudad tiene una población de 7.214 habitantes (IBGE/2010). Cosmorama pertenece a la Microrregión de Votuporanga.

## Geografía
Datos del Censo - 2010
Población Total: 7.214
- Urbana: 4.945
- Rural: 2.269
- Hombres: 3.652[4]
- Mujeres: 3.562

Densidad demográfica (hab./km²): 16,25
Mortalidad infantil hasta 1 año (por mil): 19,72
Expectativa de vida (años): 69,29
Tasa de fertilidad (hijos por mujer): 2,39
Tasa de Alfabetización: 86,12%
Índice de Desarrollo Humano (IDH-M): 0,755
- IDH-M Salario: 0,684
- IDH-M Longevidad: 0,738
- IDH-M Educación: 0,844

(Fuente: IPEAFecha)

### Clima
El clima de Cosmorama puede ser clasificado como clima tropical de sabana (Aw), de acuerdo con la clasificación climática de Köppen.

### Hidrografía
- Río São José dos Dourados
- Río Preto
- Arroyo de la Piedad
- Arroyo Bonito

### Carreteras
- SP-320

## Administración
- Prefecto: Antonio Edivaldo Papini (2005/2012)
- Viceprefecto: Almir Geraldo Ziadi Rogrigues
- Presidente de la cámara: Antonio Carlos Marques (2011/2012)